# Rhyssemus
Rhyssemus är ett släkte av skalbaggar som beskrevs av Étienne Mulsant 1842. Enligt Catalogue of Life ingår Rhyssemus i familjen Aphodiidae, men enligt Dyntaxa är tillhörigheten istället familjen bladhorningar.

## Dottertaxa tillRhyssemus, i alfabetisk ordning[1][2]
- Rhyssemus africanus
- Rhyssemus ahrensi
- Rhyssemus algiricus
- Rhyssemus alluaudi
- Rhyssemus ambovombensis
- Rhyssemus amplicollis
- Rhyssemus andreinii
- Rhyssemus annaedicatus
- Rhyssemus archambaulti
- Rhyssemus aspericollis
- Rhyssemus asperocostatus
- Rhyssemus atramentarius
- Rhyssemus aurivillii
- Rhyssemus bacchusi
- Rhyssemus balteatus
- Rhyssemus bechuanus
- Rhyssemus bedeli
- Rhyssemus berytensis
- Rhyssemus bilyi
- Rhyssemus biovatus
- Rhyssemus birmensis
- Rhyssemus blackburnei
- Rhyssemus bordati
- Rhyssemus brevis
- Rhyssemus brevitarsis
- Rhyssemus brownwoodi
- Rhyssemus bucciarellii
- Rhyssemus buettikeri
- Rhyssemus bufonis
- Rhyssemus californicus
- Rhyssemus canaliculatus
- Rhyssemus cantabricus
- Rhyssemus capensis
- Rhyssemus carinatipennis
- Rhyssemus carinatus
- Rhyssemus chinensis
- Rhyssemus convexus
- Rhyssemus crispus
- Rhyssemus decellei
- Rhyssemus descarpentriesi
- Rhyssemus dispar
- Rhyssemus endroedyyoungai
- Rhyssemus evae
- Rhyssemus exaratus
- Rhyssemus fairmairei
- Rhyssemus falcatus
- Rhyssemus feae
- Rhyssemus ferenczi
- Rhyssemus frankenbergeri
- Rhyssemus franzi
- Rhyssemus freudei
- Rhyssemus freyi
- Rhyssemus germanus
- Rhyssemus gestroi
- Rhyssemus ghanaensis
- Rhyssemus goudoti
- Rhyssemus granosus
- Rhyssemus granulosocostatus
- Rhyssemus granulosus
- Rhyssemus grossepunctatus
- Rhyssemus guineensis
- Rhyssemus haafi
- Rhyssemus hamatus
- Rhyssemus haroldi
- Rhyssemus hauseri
- Rhyssemus helenae
- Rhyssemus histrio
- Rhyssemus histrioides
- Rhyssemus horni
- Rhyssemus hottentottus
- Rhyssemus imitator
- Rhyssemus indicus
- Rhyssemus inermis
- Rhyssemus infidus
- Rhyssemus inscitus
- Rhyssemus insularis
- Rhyssemus interruptus
- Rhyssemus karnatakaensis
- Rhyssemus keisseri
- Rhyssemus koreanus
- Rhyssemus laevinasus
- Rhyssemus lamyensis
- Rhyssemus limbolarius
- Rhyssemus linnavuorii
- Rhyssemus loebli
- Rhyssemus macedonicus
- Rhyssemus madagassus
- Rhyssemus maximus
- Rhyssemus mayeti
- Rhyssemus meruensis
- Rhyssemus mesopotamicus
- Rhyssemus mexicanus
- Rhyssemus mimus
- Rhyssemus mirus
- Rhyssemus morgani
- Rhyssemus murghabensis
- Rhyssemus namorokae
- Rhyssemus nanshanchicus
- Rhyssemus neglectus
- Rhyssemus nitidus
- Rhyssemus obliviosus
- Rhyssemus olympiae
- Rhyssemus osmanlis
- Rhyssemus parallelicollis
- Rhyssemus parallelus
- Rhyssemus pauliani
- Rhyssemus pectoralis
- Rhyssemus perissinottoi
- Rhyssemus perlatus
- Rhyssemus pertinax
- Rhyssemus peyrierasi
- Rhyssemus pfefferi
- Rhyssemus philippineus
- Rhyssemus plicatus
- Rhyssemus polycolpus
- Rhyssemus pondoensis
- Rhyssemus ponticus
- Rhyssemus procerus
- Rhyssemus promontorii
- Rhyssemus propinquus
- Rhyssemus psammobiiformis
- Rhyssemus punctatissimus
- Rhyssemus punctiventris
- Rhyssemus purkynei
- Rhyssemus relegatus
- Rhyssemus ressli
- Rhyssemus ritsemae
- Rhyssemus rohani
- Rhyssemus rotschildi
- Rhyssemus rubeolus
- Rhyssemus saoudi
- Rhyssemus sardous
- Rhyssemus scaber
- Rhyssemus scabrosus
- Rhyssemus schaeuffelei
- Rhyssemus sculptilipennis
- Rhyssemus seineri
- Rhyssemus senegalensis
- Rhyssemus sexcostatus
- Rhyssemus similis
- Rhyssemus sinuaticollis
- Rhyssemus sonatus
- Rhyssemus spangleri
- Rhyssemus spiniger
- Rhyssemus subdolus
- Rhyssemus sulcatus
- Rhyssemus syriacus
- Rhyssemus testudo
- Rhyssemus thailandicus
- Rhyssemus thomasi
- Rhyssemus tonkineus
- Rhyssemus tristis
- Rhyssemus trisulcatus
- Rhyssemus tschadensis
- Rhyssemus tsihombensis
- Rhyssemus tuberculicollis
- Rhyssemus uncispinis
- Rhyssemus waboniensis
- Rhyssemus vaulogeri
- Rhyssemus verrucosus
- Rhyssemus villosus
- Rhyssemus vinodolensis
- Rhyssemus xerxes
- Rhyssemus zumpti